# Gotlandsfräken
Gotlandsfräken (Equisetum × moorei) är en fräkenväxtart som beskrevs av Newman. Gotlandsfräken ingår i släktet fräknar, och familjen fräkenväxter. Arten är reproducerande i Sverige.

## Bildgalleri

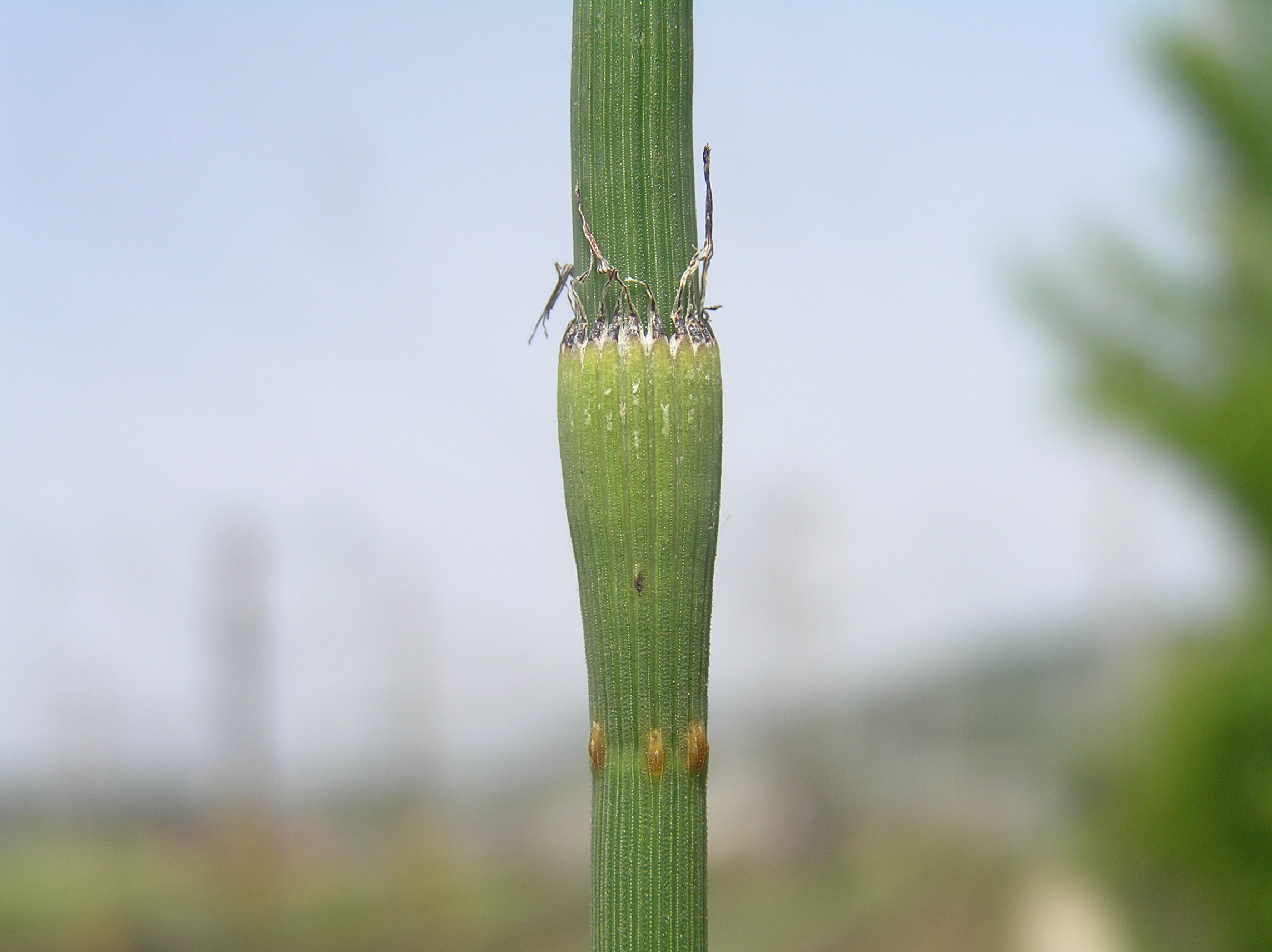
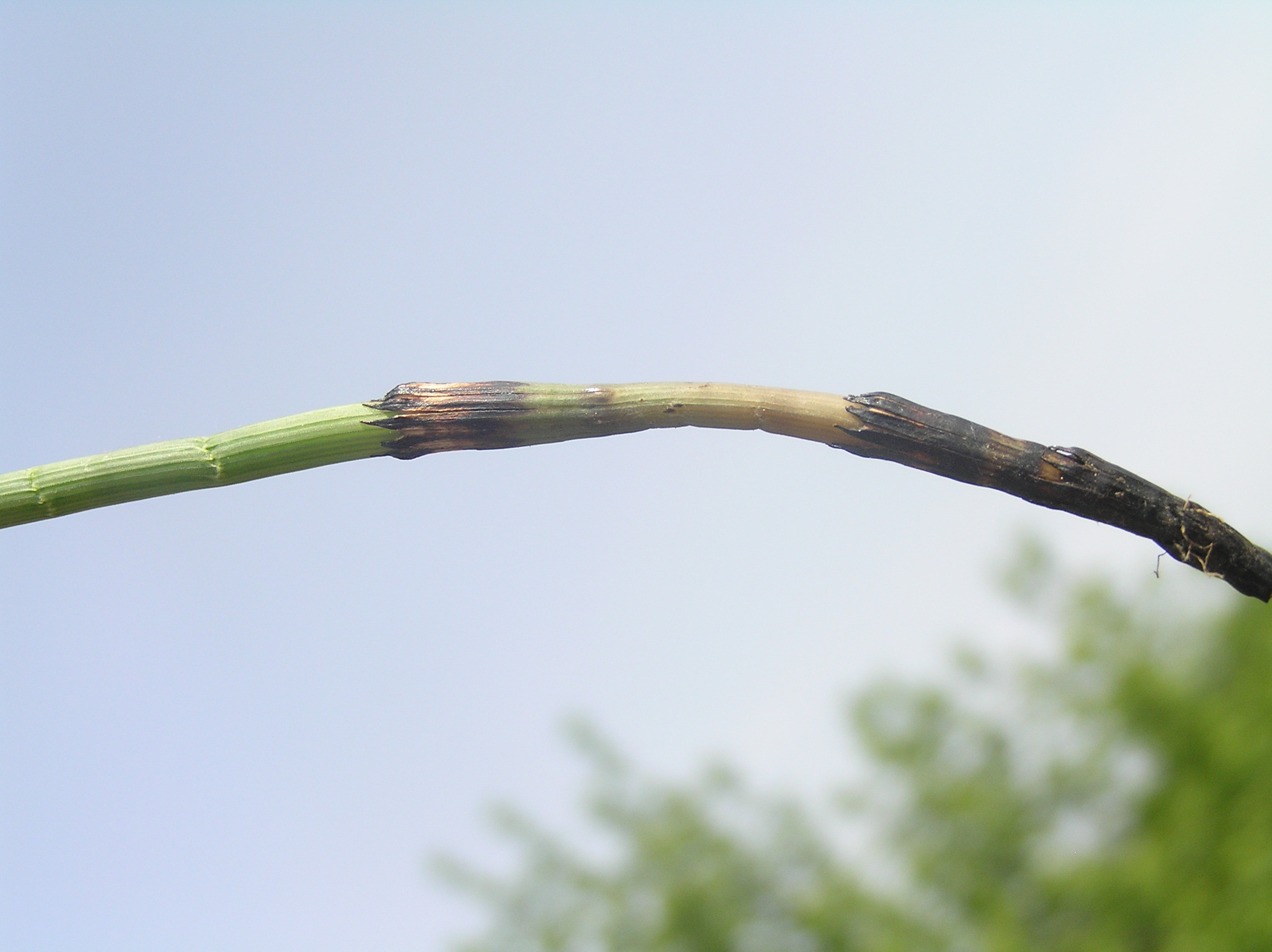